# Scotty Moore
Winfield Scott Moore III (Gadsden, 27 december 1931 – Nashville, 28 juni 2016), bekend als Scotty Moore, was een Amerikaans gitarist die vanwege zijn scherpe maar ook soepele en bluesy gitaarspel op de jaren-vijftig singles van Elvis Presley geldt als de feitelijke uitvinder van de rockabilly gitaarstijl en zo de gitaar vestigde als het hoofdinstrument van de rock-'n-roll. Moore's gitaarstijl was voor een groot deel verantwoordelijk voor het geluid van Presleys singles; zijn beukende akkoorden en scherpe solo's inspireerden toekomstige rockgitaristen, onder wie Keith Richards, George Harrison, Jeff Beck, Jimmy Page, Bruce Springsteen, Mark Knopfler en Chris Isaak. 'Alle anderen wilden Elvis zijn. Ik wilde Scotty zijn,' aldus Keith Richards in Moore's autobiografie.
Moore was vooral bekend als de gitarist in de band van Elvis Presley tussen 1954 en het begin van diens filmjaren. Moore en de andere bandleden zijn te zien in enkele Elvis-films, waaronder Jailhouse Rock uit 1957 en G.I. Blues uit 1960. In de jaren zestig bleef Moore in de studio met Presley opnemen. De laatste maal dat hij met Presley werkte was tijdens de 1968 Comebackspecial. Bij het gedeelte waar Presley met enkele muzikanten op een podium zit, is Moore de gitarist. Scotty Moore werd in 2000 opgenomen in de Rock and Roll Hall of Fame en stond in 2011 op plaats 29 van de lijst 100 beste gitaristen aller tijden van het Amerikaanse blad Rolling Stone.

## Levensloop

### Jeugd
Moore leerde op achtjarige leeftijd gitaar spelen van zijn vrienden en familie. In de loop der jaren ontwikkelde hij een eigen stijl uit elementen van countrymuziek, blues en jazz. Zijn favoriete gitaristen waren Tal Farlow en George Barnes.
Hoewel hij minderjarig was diende Moore als zestienjarige in de Amerikaanse marine tussen 1948 en 1952, waarvoor hij naar de Stille Ocean uitgezonden werd. Na zijn diensttijd werkte hij als hoedenmaker in de kledingstomerij van zijn broer.

### Jaren met Elvis Presley
Hij leidde een band genaamd "Starlite Wranglers", die voor Sam Phillips' (van Sun Records) zijn eigen compositie My Kind of Carryin' On hadden opgenomen, toen Phillips hem in 1954 vroeg om mee te werken aan een auditie met Elvis Presley, een jonge zanger waarover de secretaresse van Phillips enthousiast was. Op 4 juli kwam Presley naar Moore's huis om samen met hem en contrabassist Bill Black, eveneens van de Starlite Wranglers, een willekeurige collectie nummers te oefenen. Hoewel Moore niet erg onder de indruk was, zei hij tegen Phillips dat de jongeman een prettige stem had en wellicht een gok waard was. De volgende avond had het trio in de Sun-studio een opname.
De sessie, gehouden op de avond van 5 juli 1954, bleek geheel vruchteloos tot laat op de avond. Toen ze op het punt stonden het op te geven en naar huis te gaan, nam Presley zijn gitaar en brak uit in een blues uit 1946, Arthur Crudup's That's All Right. Moore vertelde later zich te herinneren dat Elvis "uit het niets" dit nummer begon te doen waarna Sam Philips zijn hoofd om de deur stak, vroeg wat ze aan het doen waren en hen vervolgens aanspoorde een goed begin te vinden en het nog eens te proberen. Phillips begon snel de bandopname want dit was het geluid waar hij steeds naar had gezocht.
Terwijl een testpersing van het nummer al furore begon te maken op de plaatselijke radio, kwam het trio gedurende de dagen daarop weer in de studio samen voor een nieuwe en eveneens lange, vruchteloze sessie. In tegenstelling tot de vorige sessie was het nu Bill die in een pauze uit het niets uitbrak, ditmaal in een wilde versie van Blue Moon of Kentucky, een bluegrassnummer van Bill Monroe. De rest viel in en het resultaat was wederom een opname in een eigen stijl, met gebruikmaking van een geïmproviseerd echo-effect, door Sam Phillips 'slapback' genoemd. Een single werd geperst met That's All Right op de A-kant en Blue Moon of Kentucky als B-kant.
That's All Right (Mama) verscheen als single met als B-kant een rockabilly-versie van het bluegrassnummer Blue Moon of Kentucky. Het trio van Presley, Black en Moore vormde toen "The Blue Moon Boys". Later kwam drummer D. J. Fontana erbij. Vanaf begin juli 1954 trad de band veel op en maakte vele opnames. Moore fungeerde enige tijd als de manager van Presley, vanaf medio juli tot eind december 1954.
Moore speelde op veel grote hits van Elvis als "Baby Let's Play House", "Heartbreak Hotel", "Mystery Train", "Hound Dog", "Too Much" en "Jailhouse Rock". Presley ontwikkelde een sterke muzikale band met het trio begeleiders en vooral met Moore. 'Ik probeerde om de zanger heen te spelen,' aldus Moore. 'Als Elvis een nummer op een bepaalde manier zong, dan had het geen zin om te proberen hem te overtroeven. Het uitgangspunt was om iets te spelen dat een andere richting op ging - een tegenstem.' Ondanks de rijzende ster van Presley bleef het trio begeleiders aangewezen op een salaris van tweehonderd dollar per week de man en honderd dollar wanneer ze niet op tournee waren. Met lede ogen zag Moore Presley miljonair worden, terwijl hij zelf in 1956 slechts achtduizend dollar beurde. Deze ongelijkheid leidde tot irritatie bij de bandleden en tot spanningen tussen hen en Colonel Parker, Presleys beruchte manager. 'We konden niet naar Elvis gaan om erover te praten,' aldus Moore. 'Er was nooit enige privacy. Dat was zo georganiseerd, zij het niet door Elvis. Ik voel geen verbittering, alleen teleurstelling.'
The Blue Moon Boys zijn te zien in drie van de vier films die Presley in de jaren vijftig maakte: Loving You en Jailhouse Rock uit 1957, en King Creole uit 1958. Hun laatste filmoptreden is in de eerste film na Presleys diensttijd, G.I. Blues.
Nadat Presley in 1958 in dienst was gegaan, ging Scotty aan de slag als producer bij Fernwood Records waar hij de hit "Tragedy" voor Thomas Wayne produceerde. Enige tijd overzag hij als opzichter de gang van zaken voor de studio's van Sun Records in Memphis en Nashville, maar werd door Phillips in 1964 ontslagen nadat hij voor het label Epic een album had opgenomen, The Guitar That Changed The World, dat bestond uit instrumentale versies van Presleys hits. Van 1960 tot 1968 speelde hij regelmatig mee op sessies van Elvis. Hij is te horen op veel van Presleys hits uit het begin van de jaren zestig, zoals Little Sister, Kiss Me Quick, Good Luck Charm, (You're the) Devil in Disguise en Bossa Nova Baby.
Moore is ook te zien in de NBC TV Special Elvis uit 1968. Het honorarium voor die special was niet eens genoeg om zijn reiskosten te dekken, onthulde Moore later. De special werd Moore's laatste project met Presley, die hij tot diens dood in 1977 nooit meer zou zien. Moore's totale inkomsten van zijn diensten voor Presley worden op dertigduizend dollar geschat.

### Na Elvis
Nadat Presley in 1969 na een hiaat van acht jaar het touren weer had opgepakt zonder Moore, stopte Moore bijna een kwarteeuw met gitaarspelen. Hij bouwde een loopbaan als studio engineer op en werkte met onder meer Dolly Parton, Tracy Nelson en Ringo Starr.  In de jaren negentig hervatte Moore het spelen en opnemen, aanvankelijk met Carl Perkins, later ook met de jongere generatie die zijn invloed ondergaan hadden. In 1997 nam hij het album All The King's Men op, waarin behalve Moore en Presleys drummer DJ Fontana ook sterren als Keith Richards en Levon Helm te horen zijn. In 2000 begeleidden hij en Fontana Paul McCartney op diens versie van That's All Right.
In 1997 publiceerde Moore zijn autobiografie, That's All Right, Elvis. In 2013 verscheen hiervan een gereviseerde en bijgewerkte editie onder de titel Scotty and Elvis: Aboard the Mystery Train.

## Muzikale stijl
Scotty Moore wordt door velen gezien als de pionier van de rock-'n-roll-leadgitaristen. Veel bekendheden vinden dat Moore degene was die de leadgitaar dominant maakte in de rock-'n-roll. Typerend voor Moore is dat hijzelf zich steeds bescheiden opstelde en de rol van vernieuwer relativeerde, eigenlijk van de hand wees. 'Het bestond al een behoorlijke tijd,' zei Moore tegen rockjournalist Peter Guralnick. 'Carl Perkins deed in de omgeving van Jackson in essentie hetzelfde en ik weet zeker dat Jerry Lee Lewis dat type muziek al vanaf zijn tiende jaar maakte.' Volgens Paul Friedlander is rock 'n' roll een fusie van blues en country, waarvoor Moore's gitaarsolo in That's All Right exemplarisch is: 'een combinatie van country in de stijl van het getokkel van Merle Travis, dubbel-stop slides uit de akoestische boogie en bluesgebaseerde, gebogen noten op één snaar, een microkosmos van deze fusie.'

## Waardering
Moore werd in 2000 opgenomen in de Rockabilly Hall of Fame tijdens een inauguratie die in het teken stond van begeleiders, een categorie ter ere van 'die muzikanten die hun carrière buiten de spotlichten hebben doorgebracht, met uitvoeringen als begeleidingsmuzikanten voor belangrijke artiesten tijdens opnamesessies en concerten.'  Ook werd hij opgenomen in de Rock and Roll Hall of Fame en in de Musicians Hall of Fame (and Museum). Moore heeft ook diverse malen in Nederland en België opgetreden met Elvisdrummer DJ Fontana en de Nederlandse rock-'n-rollzanger René Shuman. Shuman reikte hem in 1999 een lifetime achievement award uit in Amsterdam.

## Selectieve Discografie

### MetElvis Presley
- 1956 · Elvis Presley
- 1957 · Loving You
- 1957 · Christmas Album
- 1958 · King Creole
- 1959 · A Date With Elvis
- 1960 · Elvis Is Back!
- 1961 · Something For Everybody
- 1961 · Blue Hawaii
- 1962 · Pot Luck With Elvis
- 1962 · Girls! Girls! Girls!
- 1963 · Fun In Acapulco
- 1964 · Roustabout
- 1965 · Elvis For Everyone
- 1968 · NBC TV Special

### MetJerry Lee Lewis
- 1976 · Original
- 1989 · Classic
- 1993 · All Killer, No Filler: The...
- 2002 · Rockin' the Blues: 25 Great Sun...

### MetCarl Perkins
- 1970 · EP Express
- 1992 · 706 ReUnion: A sentimental Journey

### Met andere artiesten
- Lee Rocker – Big Blue (1994)
- Steve Ripley & the Tractors – Farmers in a changing world (Arista, 1998)
- Ron Wood – Not for Beginners (2002)
- Alvin Lee – In Tennessee (2004)